# 二風谷アイヌ文化博物館

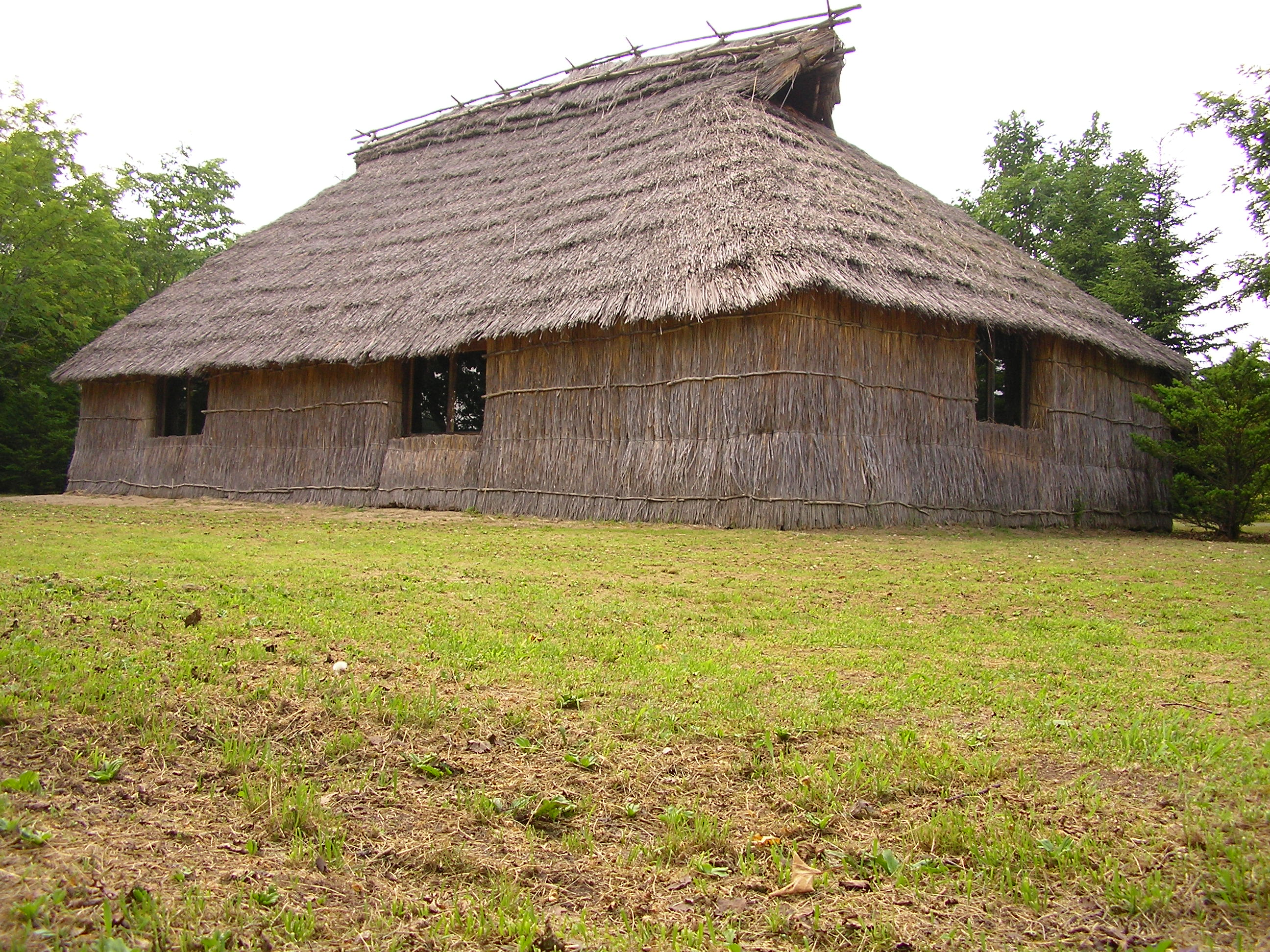
博物館敷地内にある復元されたチセ

平取町立二風谷アイヌ文化博物館（びらとりちょうりつにぶたにあいぬぶんかはくぶつかん）は北海道沙流郡平取町二風谷にある博物館。平取町が管理・運営をおこなう。

## 開館
1992年に開館した。
展示物については、1972年開業の萱野茂二風谷アイヌ資料館の展示物であった物で、萱野茂の好意により平取町に寄付されたものも多くある。

## 運営理念
「アイヌ伝統文化の今日的継承」＝アイヌ民族の伝統文化を受け継ぐとともに新たな創造に結びつける

## おもな展示物
- 博物館内
  - 標本資料（アイヌ民具等）＝約4,000点
  - 図書資料（文化・歴史に関する文献等）＝約4,000冊
  - 視聴覚資料（音声・映像・写真資料等）＝約5,000点
- 屋外
  - チセ（復元伝承家屋）
  - ヘベレセッ（子熊檻）
  - プ（倉）
  - 竪穴建物
  - 附属樹木園

## 所在地・開館時間等
- 所在地 北海道沙流郡平取町二風谷55
- 開館時間 9：00～17：00
- 休館日 12/16～1/15、それ以外の冬期間（11/16～4/15）は毎週月曜日が定期休館日（夏期間は休館日なし）

## アクセス
- JR日高本線富川駅から道南バス、自家用車、タクシーで約20分

## その他
- 「北海道二風谷及び周辺地域のアイヌ生活用具コレクション」として国重要有形民俗文化財に指定されている。
- 「アイヌ文化環境保全対策調査室通信」として『monthly ランコ』が発行されている。
- 近くに沙流川歴史館（二風谷227-2）が所在する。
- 車で40分ほどのところに国立日高青少年自然の家があり、学校の教育旅行等での活用もできる。